# RV Calypso

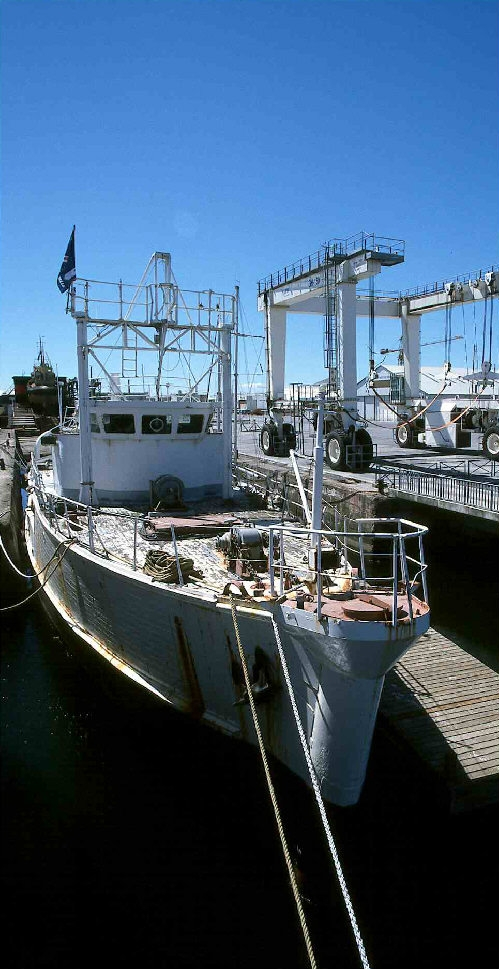
Calypso v srpnu 2000 v přístavu La Rochelle

Calypso je původně britská minolovka HMS J-826 třídy BYMS z druhé světové války, přejmenovaná v roce 1944 na HMS BYMS-2026 a nakonec přestavěná na plovoucí oceánografickou laboratoř, kterou svými plavbami proslavil francouzský námořník, výzkumník a ochrance životního prostředí Jacques-Yves Cousteau.
Calypso byla po srážce s jinou lodí v roce 1996 odtažena do francouzského přístavu La Rochelle. V roce 2010 bylo u příležitosti 100. výročí narození J.-Y. Cousteaua oznámeno, že loď koupí a opraví americká společnost Carnival.